# 张昶 (医家)
张昶（?—?），字甲弘，一字海澄，河南承宣布政使司开封府人，明朝医家。
张昶家族世代从医，他得祖父传授以医术，知晓运气学说。运气乃医家识症之一端，不可不知，不可专泥，于是撰写《运气彀》（1619年），详述天时民病、逐年定局等。又撰写《百病问对辨疑》五卷（1581年）、《痨瘵问对》等。